# Mythicomyia binotata
Mythicomyia binotata is een vliegensoort uit de familie van de Mythicomyiidae. De wetenschappelijke naam van de soort is voor het eerst geldig gepubliceerd in 1986 door Hall & Evenhuis.